# Aimorés (Minas Gerais)
Aimorés es un municipio brasileño del estado de Minas Gerais. Se localiza en la Mesorregión del Valle del Río Doce y es la principal ciudad de la Microrregión de Aimorés, teniendo una población de 24.969 habitantes, de acuerdo con el censo realizado por el IBGE en 2010. Su área es de 1.349,987 km².

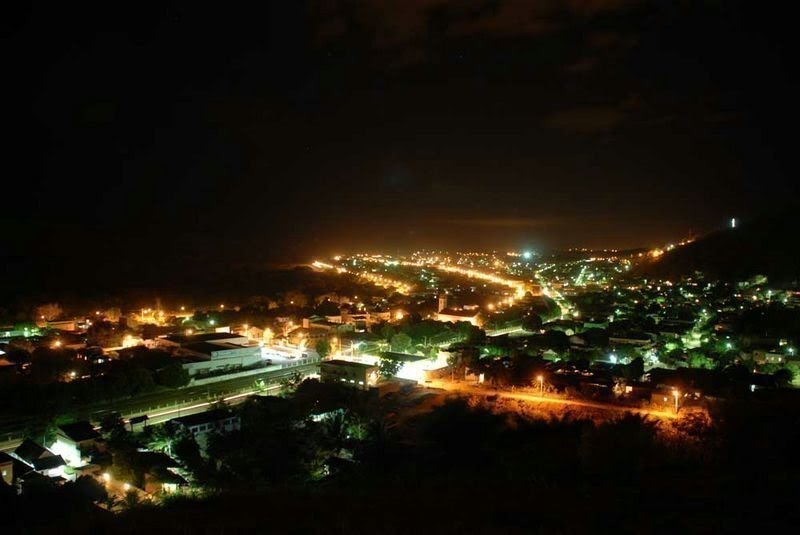
Vista nocturna de Aimorés